# Charles de Montalembert
Charles Forbes de Tryon de Montalembert, född 1810 i London, död 1870 i Paris, var en fransk greve, politiker och historiker, som förespråkade liberal katolicism. Han var även brorsons son till Marc René de Montalembert.
Montalembert var i sin ungdom en ivrig anhängare av Lamennais kyrkliga reformplaner. Åren 1826–1830 var hans far fransk minister i Sverige, och Montalembert trädde då i nära förbindelse med bland andra Carl Henrik Anckarsvärd. I sina memoarer och i tidskriftsartiklar, bland annat i Revue française (1830) har han skildrat sina intryck av Sverige och dess politiska liv. Vid återkomsten till Frankrike blev han en av de flitigaste och mest uppmärksammade medarbetarna i Lammenais tidskrift L'avenir men övergav småningom sin kyrkliga radikalism och blev en av ultramontanismens ivrigaste anhängare. Han verkade med iver för de katolska kongregationernas rätt till fri undervisning. Mot Napoleon III förde han en oförsonlig politik och angrep särskilt dennes italienska politik. Under sina sista år intog Montalembert en starkt kritisk hållning gentemot dogmen om påvens ofelbarhet.